# Станко Вукашиновић
Станко Вукашиновић (Отпочиваљка, код Прњавора, 8. април 1923 – Прњавор, 4. јануар 1944) био је учесник Народноослободилачке борбе и народни херој Југославије.

## Биографија
Рођен је 8. априла 1923. године у селу Отпочиваљка, код Прњавора. Потицао је из сиромашне сељачке породице, па је по завршетку основне школе, у својој 12 години морао отићи у Земун, где је био шегрт у једној трговачкој радњи. Пуне три године је напорно радио, више у кући трговца, него у радњи, а након тога је постао калфа.
Године 1938. се прикључио подружници Савеза приватних намештеника у Земуну и тамо се упознао са младим радницима, који су припадали омладинском револуционарном покрету, коме се убрзо и сам прикључио. Био један од најактивнијих чланова, растурао је радничку штампу и учествовао у штрајковима и свим акцијама радничке омладине. Због своје активности, 1940. године са свега 17 година је примљен у чланство Савеза комунистичке омладине Југославије (СКОЈ).
После окупације Краљевине Југославије, априла 1941. године, вратио се у родно место, где се ускоро укључио у припреме оружаног устанка. Био је борац Прњаворске партизанске чете, али је због свог искуства у синдикалном раду, био задужен за пропаганду, па је обилазио села у околини Дервенте и Прњавора и позивао народ, а нарочито омладину да се прикључе Народноослободилачком покрету.
У јесен 1941. године, успео је да формира прву организацију СКОЈ-а у прњаворском срезу. Тада је постао члан Окружног комитета СКОЈ-а, а потом је по партијском задатку био упућен у Бањалуку, где је требало да успостави везу са партијском организацијом и у партизане доведе већу групу нових бораца. Приликом повратка из Бањалуке, Станко је предводећи групу омладинаца, наишао на четничку заседу. Група младих и војничи неискусних људи, тада се ускомешала, али је Станко успео да исконтролише ситуацију. Сам је пружио отпор четницима, а потом уз пуцњаву и гламу, повео читаву групу на јуриш. Група четника, је тада помислила да партизана има више, па се повукла. У овом окршају, Станко је био тешко рањен, али је успео да групу нових бораца доведе до Четвртог крајишког партизанског одреда.
Јуна 1942. године, у време најтеже кризе између четника и партизана у Босни, учествовао је у многим борбама. Посебно се истакао у борби, код села Хрваћани. Потом је у учествовао у пробоју обруча, у коме су се нашли Пролетерски батаљон Босанске крајине и Четврти крајишки партизански одред. У тим борбама Пролетерски батаљон је претрпео губитке, али је, успео да се из Босне пребаци преко Саве у Славонију. Због пропасти Четвртог крајишког одреда, Станко је прешао у Пролетерски батаљон, који се све до краја 1942. године борио у Славонији, када се вратио у Босанску крајину. У току 1942. године примљен је у чланство Комунистичке партије Југославије (КПЈ).
Октобра 1943. године, ступио у Четрнаесту средњобосанску бригаду, где се налазио на дужности политичког комесара батаљона. У новогодишњој ноћи 1944. године, приликом Прве бањалучке операције, његов батаљон је имао задатак да спречи прелазак непријатељских јединица преко моста у Трапистима. У току борбе за Бањалуку, група немачких тенкова је кренула да пређе преко моста. Станко је тада, с боцом бензина у руци, чекао да се тенкови сасвим приближе, па је дао знак за напад, бацивши први запаљену боцу. Немци су потом искакали из запаљених тенкова, а борци су их дочекивали ватром. Овом вештом акцијом, колона немачких тенкова је била заустављена.
Неколико дана касније, 4. јануара 1944. године, његова бригада је учествовала у борби за Прњавор. Приликом уличних борби у самом граду, усташе су се утврдиле у згради суда и грчевито су пружале отпор. Станко је тада наредио бомбашима да бомбама нападну зграду. Када је увидео да ни то не даје ефекта, сам је повео групу бораца у поход на зграду. С осталим борцима, згради се привукао и Станко. Из једног прозора је вирила цев пушкомитраљеза. Он је тада активирао бомбу и замагнуо да је убаци унутра, али је том приликом био пресечен непријатељским рафалом.
Указом председника Федеративне Народне Републике Југославије Јосипа Броза Тита, 27. новембра 1953. године, проглашен је за народног хероја.